# Jurisconsulte
« Jurisconsulte » désigne une personne ayant une grande maîtrise du droit et de la jurisprudence et prodiguant des conseils en la matière. Le terme est dérivé du latin juris, « relatif au droit » et  consultus, « consultation, délibération ». Il désigne toujours les professeurs, auteurs, et penseurs du droit, à l'origine de la science du droit. 
À la différence des juristes, les jurisconsultes sont des experts reconnus du droit. Ils sont souvent professeurs d'université, auteurs d'ouvrages de droit et conseillers des législateurs.

## Historique

### Sous la République romaine
À l'époque, les jurisconsultes étaient issus des plus grandes familles. Ils étaient des juristes renommés, auteurs ou pédagogues. Ils n'étaient pas payés pour les conseils qu'ils donnaient en matière de droit car cela était considéré comme déshonorant. 
Les avis de droit des jurisconsultes formaient ce qu'on appelait, au sens romain du terme, la jurisprudence (iuris prudentia) c'est-à-dire littéralement : « la sagesse en matière de droit » (prudentia désigne étymologiquement la faculté de prévoir (pro-video).
Parmi les célèbres juristes, citons Mucius Scævola, consul en 133 av. J.-C., son fils Quintus Mucius Scævola, consul en 95 av. J.-C. et leur cousin Q. Mucius Scævola l'Augure, consul en 117 av. J.-C.

### Sous l'Empire romain
Sous Domitien, Pegasus est un jurisconsulte renommé à la tête du conseil de l'empereur. Il était aussi chef de l’école proculienne (ou proculéienne).
Sous Hadrien, le juriste Salvius Iulianus, dit Julien, publie sous le nom d'édit perpétuel une compilation des édits des préteurs, amorçant une centralisation et une remise en ordre du corpus juridique.
Les empereurs du IIe siècle et surtout du début du IIIe siècle délèguent un rôle judiciaire de plus en plus important aux préfets du prétoire. L'évolution sociale et la sollicitation à l'échelle de l'Empire obligent à l'évolution du droit, dont s'acquittent les services de la préfecture du prétoire.
Parmi les grands juristes de cette époque, on peut citer Papinien, Ulpien, Paul, Modestin, et Gaius. Leurs écrits feront longtemps autorité en matière juridique. La Loi des citations identifie leurs avis comme décisifs.

### Moyen Âge
- Accursius - XIIIe siècle

### Temps modernes
- Jacques Cujas - 1520-1590
- Antoine Loysel - 1536-1617
- François Hotman
- Jean Bodin
- Robert Irland
- Joachim du Chalard - 1562
- André Tiraqueau - 1488-1558
- Louis Le Caron, dit Charondas
- Charles Loyseau - 1566-1627
- Jean Domat - 1625-1696
- Thomas Jules Armand Cottereau - 1733-1809
- Robert Joseph Pothier - 1699-1772
- Daniel Jousse
- Claude Pocquet de Livonniere - 1651-1726
- Antoine Despeisses
- Charles Dumoulin - 1500-1566
- Jeremy  Bentham - 1748-1832
- Antoine Bergier - 1742-1826
- Jean-Étienne-Marie Portalis - 1746-1807 (l'un des quatre rédacteurs du premier projet de Code civil des Français, publié le 21 mars 1804)
- Claude Cottereau
- Frédéric Mourlon - 1811-1866

## Époque contemporaine
Le jurisconsulte désigne dans les organisations internationales et les services d'état un poste de direction juridique. Par exemple :    
- le Parlement Européen est doté d'un jurisconsulte, conseiller juridique des organes politiques et administratifs de l'institution[7] ;

- le Conseil de l'Union Européenne est doté d'un jurisconsulte[8], conseiller juridique de l'institution et garant de la légalité et de la qualité rédactionnelle des actes[9] ;

- la Cour européenne des droits de l'homme est dotée d'un jurisconsulte[10] dont la fonction est d'assurer la qualité et la cohérence de sa jurisprudence ;
- le ministère des Affaires Étrangères de la République Française est doté d'un jurisconsulte dont le rôle est de conseiller le gouvernement sur les aspects juridiques dans les relations internationales et de représenter la France devant les juridictions internationales[11] ;
- l'Assemblée nationale du Québec est également dotée d'un jurisconsulte[12] dont le rôle est de conseiller les députés en matière juridique.